# 앱티브
앱티브(Aptiv)는 아일랜드-미국의 자동차 기술 제공 기업으로, 본사는 더블린에 위치해 있다. 앱티브는 과거에 제너럴 모터스의 일부였던, 현재는 파산한 기업 델파이 오토모티브 시스템즈(Delphi Automotive Systems)에서 성장하였다.

## 합작투자
2019년 8월, 앱티브와 현대자동차그룹은 40억 달러 규모의 자율주행 합작법인 설립 계획을 발표하였다. 양사는 각각 50%의 지분을 보유하게 된다. 양사는 보스턴에 본사를 둘 이 합작법인이 "SAE 레벨 4 및 레벨 5 자율주행 기술의 설계, 개발 및 상용화"에 집중할 것이라고 밝혔다. 이 합작법인 설립 계약은 2020년 3월에 완료되었으며, 2020년 8월 모셔널로 명칭이 변경되었다.